# 4 Play
4 Play (reeditado en Nollywood como 4 can Play por De-Kross Movies para distribución internacional) es una película de comedia romántica coproducida por Nigeria y Ghana de 2010 dirigida por Frank Rajah Arase. Está protagonizada por Majid Michel, Yvonne Okoro, John Dumelo, Jackie Appiah, Roselyn Ngissah y Juliet Ibrahim. Tuvo una secuela titulada 4Play Reloaded, estrenada en 2011. Recibió 3 nominaciones en los Ghana Movie Awards 2010 y finalmente ganó el premio a la Mejor Actriz en un Papel Protagónico.

## Reparto
| Actor               | Personaje         |
| ------------------- | ----------------- |
| Majid Michel        | Alvin             |
| John Dumelo         | Rex               |
| Jackie Appiah       | Jezel             |
| Yvonne Okoro        | Ruby              |
| Juliet Ibrahim      | Nivera            |
| Roselyn Ngissah     | Angie             |
| Jesse Sarpong       | Kojo              |
| Kalsum Sinare       | Madre de Jezel    |
| Omar Sherif Captain | Jake              |
| Roger Quartey       | Barrister Dickson |

## Recepción
modernghana.com elogió la actuación y la dirección de la película.